# Michael Phelan (Billardspieler)
Michael Phelan (* 18. April 1817 in Castlecomer, County Kilkenny, Irland; † 7. Oktober 1871) war ein irischstämmiger US-amerikanischer Billardspieler, Unternehmer und Inhaber von Billardsalons. Er gilt als „Der Vater des US-Billards“ und war der erste „Billard-Star“ seines Landes. Im Jahr 1850 veröffentlichte er das Buch „Billiard without a Master“. Es war das erste Buch in den USA, das sich mit der Wissenschaft, Etikette und Spielregeln des Billards beschäftigte.
Daniel Webster stellte ihn einmal so vor: …Erfinder, Schriftsteller, Verleger, Spieler, Turnierveranstalter, Billardsalon-Inhaber, Promoter, Designer, Kolumnist, Unternehmer und Visionär.

## Frühe Jahre
Phelan wurde 1817 (einige Aufzeichnungen sagen, 1816 bzw. 1819) in Irland geboren. Sein Vater emigrierte noch im selben Jahr in die USA, zunächst ohne seine Familie, und etablierte sich im Billardgeschäft, betrieb gleichzeitig drei oder vier Billardsalons in verschiedenen Teilen von New York City. Mit viel Erfolg als Geschäftsmann und Sympathie für seine neue Heimat, holte der Vater seine Familie 1823 aus Irland nach. Phelan erinnerte sich an seine Ankunft in den USA, sowie an den Billardtisch im Zimmer seines Vaters, wie begeistert er davon war, wenn dieser ihm erlaubte die Kugeln mit der Keule („Mace“) zu schieben. Es war seine beste Billarderfahrungen zu dieser Zeit. Er war ihm nicht erlaubt, bis er 15 war, den Queue zu benutzen, um dann, fast sofort, ein exzellenter Spieler zu werden.

## Karriere

### Ausbildung
Sein Vater brachte ihn dazu eine Lehre im Handwerk zu machen, als Juwelier. Aber nach dem Erreichen der Volljährigkeit und seiner Heirat (um 1837), war Phelan entschlossen, seine Existenzgrundlage im Billardgeschäft zu gründen. Sein Vater war kurz zuvor gestorben, wurde Phelan Bediensteter eines Billardsalons. Bis 1850 war Phelan zum größten Experten und wissenschaftliche Spieler im Land geworden und noch im selben Jahr erschien sein Werk mit dem Titel "Billiard Without A Master", das einen großen Absatz erfuhr, und es war das erste Buch in den USA, das die Wissenschaft, Etikette und Spielregeln des Billard veröffentlichte.
Phelan war entschlossen einen amerikanischen Billardtisch herzustellen, der zum Standard-Modell für die ganze Welt werden sollte. Er besuchte Europa im Herbst 1851 und bei seiner Rückkehr 1852 hatte er die Idee zur Gründung einer Billardtisch-Fabrik. Er verließ die Ostküste im Herbst 1854 und ging nach San Francisco, wo er einen eleganten Billardsalon eröffnete, der umgehend zu einer lokalen Sehenswürdigkeit wurde. Phelan setzte seinen Erfolg als Spieler weiter fort und ihm wurde nachgesagt unbesiegbar zu sein. Dies zeigte sich in einem Spiel, bei dem er den damaligen französischen Topspieler, einen gewissen Monsieur Damon, schlug, dafür die für damalige Zeit unglaubliche Siegerprämie von 10.000 US$ erhielt, und wurde so zum ersten „Billard-Star“ in den USA.

### Erfindungen
1854 entwickelte er eine neue Bande, die sich durch ihre elastische und anhaltende Qualität auszeichnete. Um die Zielgenauigkeit zu erhöhen, fügte er den Banden noch die sogenannten Diamanten hinzu.

### Firmengründungen

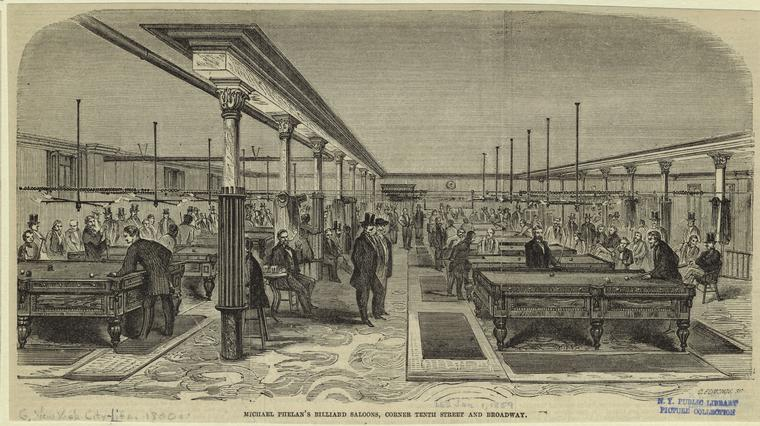
Michael Phelans „Arcadia Billiard Parlor“, 1. Januar 1859, Historischer Druck

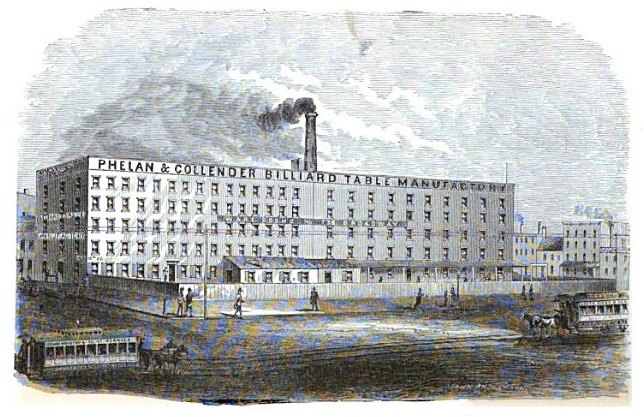
Fabrikgebäude von „Phelan & Collender Co.“ ca. 1872

1847 eröffnete Phelan seinen Billardsalon „Arcadia Billiard Parlor“ an der Ecke 10th Street und Broadway in Manhattan.
Tobias C. „Chris“ O’Connor und Hugh William Collender (meist: H.W. Collender) gehörten zu den ersten Tischproduzenten der USA und Phelan hatte 1854 großes Interesse gezeigt in das Geschäft einzusteigen. Er kaufte O’Connor aus und die Firma nannten sie dann in „Phelan & Collender Co.“ um. 1871 wurde die Firma nach Phelans Tod aufgelöst und Zollender tat sich mit John Moses Brunswick Firma zu „Brunswick & Collender Co.“, der heutigen Brunswick Corporation, zusammen.

## Persönliches
Phelan besaß ein Sommerhaus in Locust Point am Shrewsbury River. Er war verheiratet mit Ann, mit ihr hatte er zwei Töchter, Julia, die Zollender heiratete, Maggie, und den Sohn George, der Mitglied von „Phelan & Collender“ war.
Phelan starb 1871 und wurde auf dem Calvary Friedhof in Queens, New York City beigesetzt.

## Ehrungen
1993 wurde Phelan posthum in die Hall of Fame des Billiard Congress of America aufgenommen.

## Veröffentlichungen
- 1850: Billiards without a master (mit D. D. Winant)
- 1858: The Game of Billiards
- 1863: The Illustrated Hand-book of Billiards (mit Claudius Berger)
- 1864: Billiard almanac and New York guide
- 1870: The American billiard record